# Лоша (Рязанская область)
Лоша — деревня в Кораблинском районе Рязанской области России, входит в состав Незнановского сельского поселения.

## Географическое положение
Лоша находится в северной части Кораблинского района, в 15 км к северу от райцентра.
Севернее деревни протекает река Лоша.
Ближайшие населённые пункты:

— деревня Асаново в 1,5 км к северо-востоку по грунтовой дороге;

— деревня Ухорь в 2,7 км к югу по грунтовой дороге.

## Население
| 1859 | 1906 | 2010 |
| ---- | ---- | ---- |
| 342  | ↗457 | ↘2   |

## Название
Названа по протекающей рядом с деревней рекой Лошей.

## История
Лоша (Лошица) упоминается в приправочных книгах Каменского стана 1597—1599 гг. в качестве погоста «на царя и великаго князя земле на речке на Лошице».